# Font del carrer del Carme (la Sénia)
La font del Carrer del Carme és una construcció a la vila de la Sénia (Montsià) inclosa a l'Inventari del Patrimoni Arquitectònic de Catalunya. No es té cap referència directa però se sap que és posterior al 1834, anys que consta documentalment la intenció de baixar l'aigua fins al poble. El document parla de la construcció d'una font a la plaça del poble, és probable per la similitud estructural d'ambdues que la construcció d'una i l'altra no estigui molt allunyada, encara que la solució adoptada a la plaça sigui més complexa.
Font amb una aixeta/brollador, situada a un nivell inferior al del carrer a la profunditat per on circula el canal que li porta aigua. Brollador de ferro amb un rostre d'home molt senzill en el frontal, a la part superior té una clau per poder tancar l'aigua, que normalment raja sempre. La pica és ampla i molt poc fonda, és de lloses de pedra, en el mur del fons una obertura tapada amb fustes comunica el canal que porta l'aigua amb l'exterior. Fins al brollador s'hi baixa per unes escales rectes. A nivell de carrer un dels costats és comú al mur de l'edifici contigu, i els altes dos lliures són delimitats per un pedrís de maçoneria amb lloses de pedra a sobre i una barana de barres de ferro sobre el perfil interior.